# Edgar Ende
Pour les articles homonymes, voir Ende (homonymie).
Edgar Ende (né le 23 février 1901 à Altona et décédé le 27 décembre 1965 à Netterndorf) est un artiste-peintre allemand surréaliste et père du célèbre écrivain Michael Ende.